# Henry Felsen
Henry Gregor Felsen (Brooklyn, Nova Iorque, 16 de agosto de 1916 – Grand Rapids, Michigan, 2 de março de 1995) foi um escritor estadunidense, particularmente de literatura infantojuvenil (midlle grade) e romances jovens-adultos (young adult). Ele assinava suas obras tanto com seu próprio nome como sob o pseudônimo de Angus Vickers.